# العلاقات السريلانكية الفيتنامية
العلاقات السريلانكية الفيتنامية هي العلاقات الثنائية التي تجمع بين سريلانكا وفيتنام.

## مقارنة بين البلدين
هذه مقارنة عامة ومرجعية للدولتين:
| وجه المقارنة                                              | سريلانكا                         | فيتنام           |
| --------------------------------------------------------- | -------------------------------- | ---------------- |
| المساحة (كم2)                                             | 65.61 ألف                        | 331.69 ألف       |
| عدد السكان (نسمة)                                         | 21.44 مليون                      | 94.66 مليون      |
| الكثافة السكانية (ن./كم²)                                 | 326.78                           | 285.39           |
| العاصمة                                                   | سري جاياواردنابورا كوتي، كولمبو  | هانوي            |
| اللغة الرسمية                                             | اللغة السنهالية، اللغة التاميلية | اللغة الفيتنامية |
| العملة                                                    | روبية سريلانكي                   | دونغ فيتنامي     |
| الناتج المحلي الإجمالي (بليون دولار)                      | 87.17 مليار                      | 234.19 مليار     |
| الناتج المحلي الإجمالي (تعادل القوة الشرائية) بليون دولار | 246.62 مليار                     | 553.42 مليار     |
| الناتج المحلي الإجمالي الاسمي للفرد دولار أمريكي          | 3.93 ألف                         | 2.48 ألف         |
| الناتج المحلي الإجمالي للفرد دولار أمريكي                 | 11.11 ألف                        | 5.63 ألف         |
| مؤشر التنمية البشرية                                      | 0.757                            | 0.666            |
| رمز المكالمات الدولي                                      | +94                              | +84              |
| رمز الإنترنت                                              | .lk،                             | .vn              |
| المنطقة الزمنية                                           | ت ع م+05:30                      | ت ع م+07:00      |

## منظمات دولية مشتركة
يشترك البلدان في عضوية مجموعة من المنظمات الدولية، منها:
| علم المنظمة | اسم المنظمة                        | تاريخ انضمام سريلانكا | تاريخ انضمام فيتنام |
| ----------- | ---------------------------------- | --------------------- | ------------------- |
|             | بنك التنمية الآسيوي                | 1966                  | 1966                |
|             | مؤسسة التنمية الدولية              | 27 يونيو 1961         | 24 سبتمبر 1960      |
|             | يونسكو                             | 14 نوفمبر 1949        | 6 يوليو 1951        |
|             | وكالة ضمان الاستثمار متعدد الأطراف | 27 مايو 1988          | 5 أكتوبر 1994       |
|             | الأمم المتحدة                      | 14 ديسمبر 1955        | 20 سبتمبر 1977      |
|             | الاتحاد البريدي العالمي            | ?                     | ?                   |
|             | البنك الدولي للإنشاء والتعمير      | 29 أغسطس 1950         | 21 سبتمبر 1956      |
|             | منتدى آسيان الإقليمي ‏              | ?                     | ?                   |
|             | المنظمة الهيدروغرافية الدولية      | ?                     | ?                   |
|             | الاتحاد الدولي للاتصالات           | 1897                  | 24 سبتمبر 1951      |
|             | منظمة حظر الأسلحة الكيميائية       | ?                     | ?                   |
|             | مؤسسة التمويل الدولية              | 20 يوليو 1956         | 4 أغسطس 1967        |
|             | منظمة التجارة العالمية             | ?                     | 11 يناير 2007       |
|             | منظمة الشرطة الجنائية الدولية      | ?                     | ?                   |

## وصلات خارجية
- موقع وزارة الخارجية السريلانكية
- موقع وزارة الخارجية الفيتنامية